# Tamer Abdel Hamid
Tamer Abdel Hamid (ar. تامر عبد الحميد, ur. 27 października 1975 w Al-Mansurze) – egipski piłkarz grający na pozycji pomocnika.

## Kariera klubowa
Karierę piłkarską Abdel Hamid rozpoczął w klubie El Mansoura SC. W 1995 roku zadebiutował w jego barwach w pierwszej lidze egipskiej. W El Mansourze grał do połowy 2000 roku i wtedy też odszedł do klubu z Kairu, Zamalek Sporting Club. W swoim pierwszym sezonie spędzonym w Zamaleku wywalczył tytuł mistrza Egiptu oraz zdobył Superpuchar Egiptu. Kolejne sukcesy osiągnął w 2002 roku, gdy zdobył Puchar Egiptu, superpuchar, Ligę Mistrzów (0:0, 1:0 w finale z Rają Casablanca, w którym zdobył jedynego gola dla Zamaleku) oraz Superpuchar Afryki. W swojej karierze jeszcze dwukrotnie wywalczył mistrzostwo kraju (2003 i 2004) i jeden raz puchar kraju (2008). Karierę piłkarską zakończył w 2008 roku w wieku 33 lat.
| Sezon   | Klub           | Kraj  | Rozgrywki | Mecze | Bramki |
| ------- | -------------- | ----- | --------- | ----- | ------ |
| 1995/96 | El Mansoura SC | Egipt | 1. liga   | ?     | ?      |
| 1996/97 | El Mansoura SC | Egipt | 1. liga   | ?     | ?      |
| 1997/98 | El Mansoura SC | Egipt | 1. liga   | ?     | ?      |
| 1998/99 | El Mansoura SC | Egipt | 1. liga   | ?     | ?      |
| 1999/00 | El Mansoura SC | Egipt | 1. liga   | ?     | ?      |
| 2000/01 | Zamalek SC     | Egipt | 1. liga   | 26    | 0      |
| 2001/02 | Zamalek SC     | Egipt | 1. liga   | 21    | 2      |
| 2002/03 | Zamalek SC     | Egipt | 1. liga   | 22    | 2      |
| 2003/04 | Zamalek SC     | Egipt | 1. liga   | 22    | 2      |
| 2004/05 | Zamalek SC     | Egipt | 1. liga   | 18    | 2      |
| 2005/06 | Zamalek SC     | Egipt | 1. liga   | 10    | 0      |
| 2006/07 | Zamalek SC     | Egipt | 1. liga   | 12    | 1      |
| 2007/08 | Zamalek SC     | Egipt | 1. liga   | 9     | 1      |

## Kariera reprezentacyjna
W reprezentacji Egiptu Abdel Hamid zadebiutował 2 października 2000 roku w wygranym 1:0 towarzyskim spotkaniu z Katarem. W 2004 roku wystąpił w 3 meczach Pucharu Narodów Afryki 2004: z Zimbabwe (2:1 i gol w 58. minucie), z Algierią (1:2) i z Kamerunem (0:0). Od 2000 do 2004 roku rozegrał w kadrze narodowej 28 spotkań i strzelił 2 gole.